# Virginie Fortin
Virginie Fortin (née le 3 septembre 1986) est une humoriste et comédienne québécoise.

## Biographie

### Humour
C’est en mai 2013 que sa carrière humoristique prend son envol : elle remporte la grande finale de l'émission En route vers mon premier gala Juste pour rire  et participe ensuite au gala d'Emmanuel Bilodeau à la Place des Arts .
Elle fonde en 2016, avec Adib Alkhalidey, Guillaume Wagner et le groupe Sèxe Illégal une coopérative dans le but de produire des spectacles et différents projets artistique. Leur tout premier festival, le Dr Mobilo Aquafest, voit le jour dans la même année,.

#### Mazza/Fortin
Après un succès au Zoofest en 2013 avec le spectacle Mazza/Fortin : chacun son show, Virginie Fortin et Mariana Mazza présentent leur Two-Women-Show partout au Québec . La première du spectacle Mazza/Fortin : 2 révélations, 1 incontournable a lieu le 1er mai 2014 au Théâtre St-Denis .

#### Du bruit dans le cosmos
En novembre 2018, elle présente son premier spectacle solo, Du bruit dans le cosmos au Théâtre Outremont. Elle part ensuite en tournée avec ce spectacle, tournée qui sera interrompue en mars 2020 à cause de la pandémie de Covid-19.

### Télévision
Virginie s’installe dans le paysage télévisuel en 2014. Elle est recrutée pour faire partie de SNL Québec. On voit par la suite ses chroniques à Trucs et cie (V), Juste pour rire en direct (TVA), Cliptoman (MusiquePlus), GROStitres (MATV) et Ça commence bien plus (V), sans compter ses nombreuses apparitions dans les émissions de variétés et magazines culturels.
En mai 2015, elle participe à l'émission Les 5 prochains, documentaire présenté par ARTV dans lequel on suit 5 humoristes de la relève.
Depuis juin 2015, on peut également la voir à VRAK.TV comme collaboratrice à l'émission quotidienne Code F.
De 2017 à 2019, elle incarne le personnage d'Anaïs dans la série Trop. aux côtés de la comédienne Evelyne Brochu.
En 2018-2019, Virginie anime l'émission L'heure est grave aux côtés de Guillaume Girard. L'heure est grave est une émission de variétés engagée et humoristique traitant d'actualité et des enjeux sociaux à travers divers sketchs, numéros et entrevues avec différent.e.s invité.e.s. 
En 2021, elle anime l'émission humoristique Les doubleurs aux côtés de Louis Courchesne et Arnaud Soly.
En 2021 jusqu'en 2023, elle fait partie de la distribution de l'émission Club Soly qui joue sur les ondes de Noovo.
En 2023, elle interprète le rôle de Vicky dans la série humoristique Inspirez expirez sur Crave . 

#### SNL Québec
Virginie Fortin a fait partie de la troupe de comédiens maison de l'adaptation québécoise de Saturday Night Live : SNL Québec . L'émission est présentée sur les ondes de Télé-Québec de février 2014 à mars 2015. Après l'annonce du non-renouvellement pour septembre 2015, ICI Radio-Canada Télé recueille la bande de comédiens dans un nouveau concept : une émission à sketches nommée Le Nouveau Show.

### Improvisation
Issue du milieu de l'improvisation, Virginie Fortin devient en 2007 une joueuse régulière à la LNI. En 2009, elle se rend à Chicago puis à Toronto pour étudier à l’école d’improvisation Second City .
Elle participe régulièrement au Punch Club avec Louis Courchesne et Arnaud Soly. Le trio, le West Coast Montréal Street impro club, est couronné champion le 26 septembre 2012.

### Chanson
Virginie Fortin est chanteuse au sein du groupe de musique Which is Which avec sa sœur Corinne Fortin. Le groupe a sorti un album intitulé 5 songs about creatures.

## Filmographie

### Cinéma
2022 : 23 décembre

## Vie privée
Elle est la fille de l'acteur et doubleur Bernard Fortin. 
Elle a été en couple avec l'humoriste Philippe Cigna, anciennement du groupe humoristique Sèxe Illégal. Le couple a fait une rare apparition à la 21e édition du Gala Les Olivier en décembre 2019. La paire collabore fréquemment, notamment sur le spectacle Du bruit dans le cosmos, qui a été écrit par Virginie Fortin en collaboration avec Philippe Cigna. 
Elle est en couple avec Olivier Aubin-Mercier et elle accouche de leur petite fille prénommée Blanche en septembre 2023 .